# Axoclinus cocoensis
Axoclinus cocoensis es una especie de pez de la familia Tripterygiidae en el orden de los Perciformes.

## Morfología
- Los machos pueden llegar alcanzar los 3,5 cm de longitud total.[2][3]

## Alimentación
Come algas y pequeños invertebrados.

## Hábitat
Es un pez marino demersal de clima tropical que vive entre 7-8 m de profundidad.

## Distribución geográfica
Se encuentra en el Pacífico oriental central: Isla del Coco (Costa Rica).

## Observaciones
Es inofensivo para los humanos.